# Porta Macedonia
Porta Macedonia ist ein Triumphbogen in der nordmazedonischen Hauptstadt Skopje. Er wurde im Rahmen des Städtebauprogramms Skopje 2014 erbaut und im Januar 2012 fertiggestellt.

## Hintergrund
Die Porta Macedonia ist eine von zahlreichen Baumaßnahmen, die während des Projekts Skopje 2014 in der Hauptstadt umgesetzt wurden. Ziel ist dabei die Förderung einer nationalen Identität, die sich auch im Stadtbild Skopjes wiederfinden lassen soll. Zudem soll der Triumphbogen anlässlich des zwanzigjährigen Jubiläums des unabhängigen Staates Mazedonien die Stärke und die große Geschichte des Landes hervorheben.

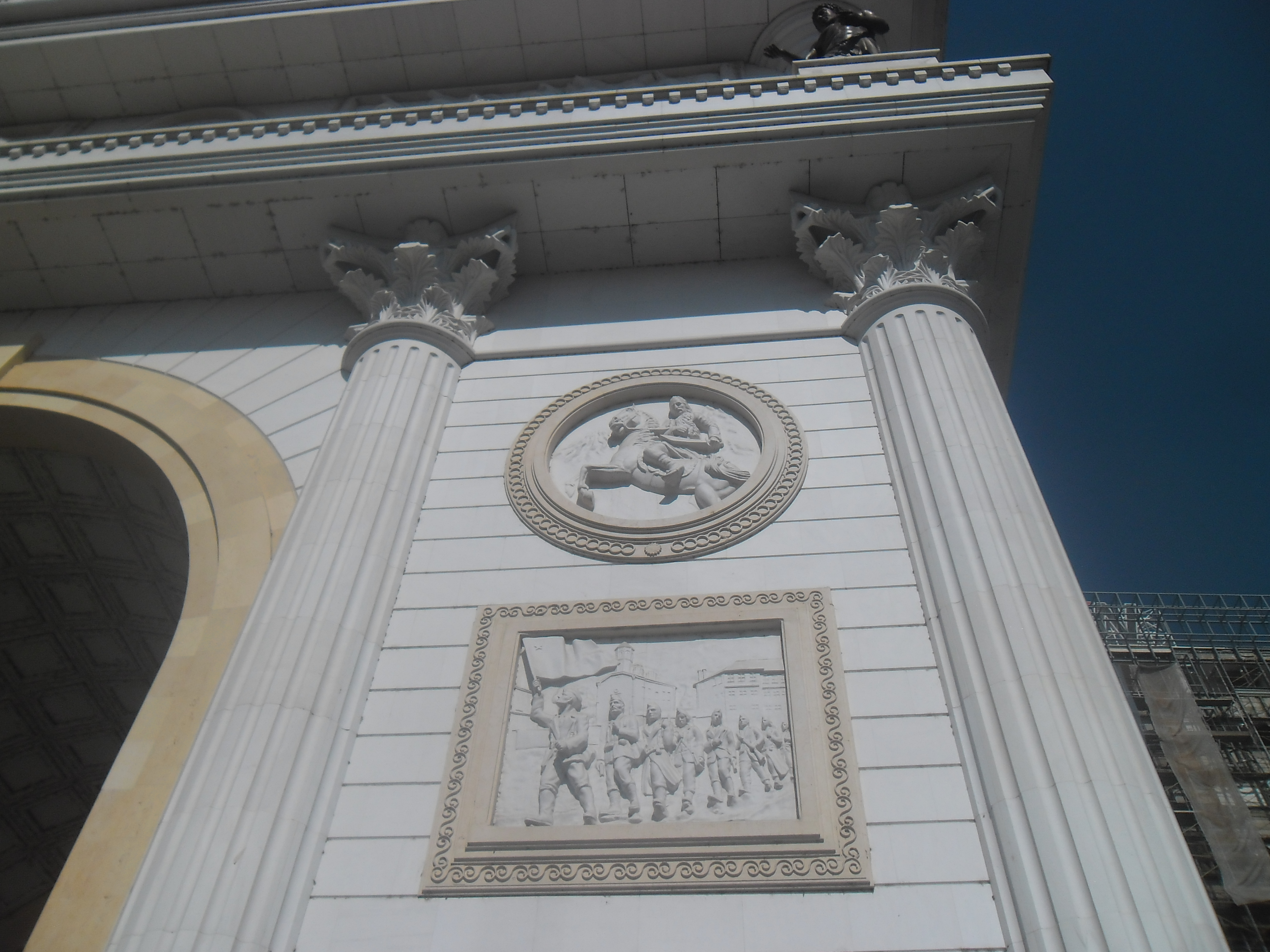
Reliefs an einer Säule der Porta Macedonia

## Bauwerk
Der Triumphbogen wurde im Neoklassizistischen Stil erbaut, zu den Vorbildern zählte der Triumphbogen in Paris. Mit einer Höhe von 21 Metern ist die Porta Macedonia aber nur knapp halb so hoch wie das französische Original. Die Reliefs an dem marmornen Bogen zeigen berühmte Szenen und Personen der mazedonischen Geschichte. Innerhalb des Bogens befinden sich ein Souvenirgeschäft und ein Café. Auch die obige Terrasse kann betreten werden. Architektonisch soll der Triumphbogen mit der großen Reiterstatue Alexander des Großen in der unmittelbaren Umgebung korrespondieren.

## Kritik
Wie das gesamte Projekt sieht sich die Porta Macedonia heftiger Kritik aus der Bevölkerung ausgesetzt. Die hohen und teilweise deutlich ansteigenden Kosten für die Baumaßnahmen sorgten für Verärgerung in der Bevölkerung, da sie als Verschwendung wahrgenommen wurden, insbesondere da in Nordmazedonien mit einer hohen Arbeitslosigkeit und weitverbreiteter Armut dringlichere Probleme vorlägen. Die Baukosten für die Porta Macedonia beliefen sich dabei auf 4,4 Millionen €. Auf Grund dieser Kritik entwickelte sich der Triumphbogen zu einem Symbol für die vielfach kritisierte Politik des ehemaligen Ministerpräsidenten Nikola Gruevski und wurde immer wieder Schauplatz von Demonstrationen und Protestaktionen, auch nach dem Rücktritt Gruevskis Anfang 2016.
Auch vom Nachbarland Griechenland wurde das Bauwerk vor dem Hintergrund der angespannten Beziehung zwischen beiden Ländern auf Grund des Streits um den Namen Mazedonien kritisiert. Der Grund für den Protest war unter anderem die zentrale Rolle Alexanders des Großen, der von Griechenland ebenfalls als ein Nationalheld beansprucht wird.